# Mats Rubarth
Mats Carl Rickard Rubarth (født 25. januar 1977 i Örebro, Sverige) er en svensk tidligere fodboldspiller (venstre kant).
Rubarth startede sin karriere hos Örebro SK i sin fødeby, inden han tilbragte otte år hos AIK i Stockholm. Han spillede én kamp for det svenske landshold, en venskabskamp mod Norge i januar 2004.